# Бети Вилијамс
Бети (Елизабет) Вилијамс (енгл. Betty Williams, рођена 22. маја 1943 - умрла 17. марта 2020) је била мировна активисткиња из Северне Ирске. Заједно са Мејрид Кориган Мегвајер је добила Нобелову награду за мир 1976. године.
Основала је са Мејрид Кориган Мегвајер и Киран Мекјуан организацију Women for Peace која је касније постала организација Community for Peace People, посвећена подстицању мирног решавања проблема у Северној Ирској. 
Бети Вилијамс је била на челу Глобалне фондације за децу и била је председник Светског центра саосећања за децу. Такође је била председавајућа Института за азијску демократију у Вашингтону, ДЦ  Држала је предавања на тему мира, образовања, међукултурног и међуверског разумевања, анти-екстремизма и дечјих права.
Била је један од оснивача Самита нобеловца, који се одржава сваке године од 2000. године.
2006. године Бети Вилијамс је постала оснивач Нобелове женске иницијативе заједно са нобеловцима за мир Мејрид Кориган Мегвајер, Ширин Ебади, Вангари Матаи , Џоди Вилијамс и Ригоберта Менчу. Ових шест жена, представљајући Северну и Јужну Америку, Блиски исток, Европу и Африку, објединиле су своја искуства у заједничком напору за мир са правдом и једнакошћу.  Циљ је Нобелове женске иницијативе да помогне у јачању рада који се ради на подршци женским правима широм света. Бети Вилијамс је такође била члан PeaceJam. 

## Детињство и младост
Бети Вилијамс је рођена 22. маја 1943. у Белфасту, Северна Ирска. Отац јој је радио као месар, а мајка је била домаћица. Бети Вилијамс је основно образовање стекла у основној школи Света Тереза у Белфасту и похађала је гимназију за девојчице Светог Доминика. По завршетку формалног образовања запослила се као рецепционар. 
Отац јој је био протестант, а мајка католикиња; породично порекло због кога је Вилијамсова касније рекла да је то створило верску толеранцију и ширину визије која ју је мотивисала да ради за мир. Почетком 1970-их придружила се кампањи против насиља коју је водио протестантски свештеник. То искуство јој је помогло да оснује свој мировни покрет, који се фокусирао на стварање мировних група састављених од бивших противника, практиковање мера за изградњу самопоуздања и развој основног мировног процеса. 

## Петиција за мир
Бети Вилијамс је учествовала као посматрач трагичног догађаја 10. августа 1976. године када је аутомобил чији је возач, паравојне форме Ирске републиканске војске, усмртио троје деце, и сам страдао том приликом у узврату ватре.  Мајка страдале деце која је била са њима, на крају је себи одузела живот у јануару 1980. године. 
Вилијамсову је инцидент био толико дирнуо да је у року од два дана од трагичног догађаја скупила 6.000 потписа за петицију за мир и привукла широку пажњу медија. Са Мејрид Кориган Мегвајер је основала организацију Жене за мир; која је са Киран Макјоуном касније постала Заједница мировних људи. 
Вилијамсова је убрзо организовала марш мира до гробова убијене деце, којем је присуствовало 10.000 протестаната и католичких жена. Међутим, мирни марш насилно су нарушили припадници ИРА-е, оптуживши их да су "преваре Британаца".  Следеће недеље, предводила је још један марш у парку Ормеау који је успешно завршен без инцидената – овог пута са 20.000 учесника. 
Тада је Бети Вилијамс изјавила следеће: 

### Декларација мировних људи
Прва декларација мировног народа
- Ми имамо једноставну поруку свету из овог покрета за мир.
- Желимо да живимо и волимо и градимо праведно и мирно друштво.
- Желимо да наша деца, као што желимо и себи, свој живот код куће, на послу и у игри буду животи радости и мира.
- Схватамо да је за изградњу таквог друштва потребна преданост, напоран рад и храброст.
- Схватамо да у нашем друштву постоји много проблема који су извор сукоба и насиља.
- Препознајемо да сваки испаљени метак и свака експлодирајућа бомба отежавају тај рад.
- Одбацујемо употребу бомбе и метка и све технике насиља.
- Посвећујемо се раду из дана у дан са нашим суседима, изблиза и из далека, на изградњи тог мирног друштва у којем су трагедије које познајемо лоше сећање и трајно упозорење. [9]

## Нобелова награда за мир
Као признање њеним напорима за мир, Бети Вилијамс је, заједно са пријатељицом Мејрид Кориган Мегвајер , добила Нобелову награду за мир (1976). У свом говору на додели, рекла је:
| „ | Та прва недеља ће се увек памтити по нечем другом осим по рођењу Мировних људи. За оне који су били најуже укључени, најмоћније сећање на ту недељу била је смрт младог републиканца и смрт троје деце коју је ударио аутомобил. Дубок осећај фрустрације због безумне глупости континуираног насиља већ је био очигледан пре трагичних догађаја тог сунчаног поподнева 10. августа 1976. Али смрт те четворо младих људи у једном страшном тренутку насиља изазвала је експлозију те фрустрације и створила могућност правог мировног покрета... Што се нас тиче, свака смрт у последњих осам година и свака смрт у сваком рату који је икада вођен представљају живот беспотребно изгубљен, мајчин рад се одбацио. | ” |

Новац за награду за мир подељен је на једнак начин између Вилијамсове и Коригнова. Бети Вилијамс је задржала свој део новца, наводећи да је намера била да га користи за промоцију мира изван Ирске, али се суочила са критикама због своје одлуке. Она и Коригнова нису имале контакт након 1976. године. 1978. године Бети Вилијамс је прекинула везу са Заједницом мировних људи и уместо тога постала активиста за мир у другим областима широм света. 

## Остале награде
Бети Вилијамс је добила Народну награду за мир у Норвешкој 1976. године, Швајцеров медаљон за храброст, награду Мартин Лутер Кинг, награду Елеанор Рузвелт 1984. и међународну награду Оливер из фондације Frank Child Care. 1995. године добила је награду Међународног Ротари Клуба „Paul Harris Fellowship”, као и награду Заједно за изградњу мира. 

## Разговори и гостујућа предавања
На форуму Земаљски дијалози 2006. у Бризбејну, Вилијамсова је публици школараца током говора о жртвама у Ираку рекла: Тренутно бих желела да убијем Џорџа Буша млађег.  Од 17. до 20. септембра 2007. године, Вилијамсова је одржала серију предавања у Јужној Калифорнији: 18. септембра је предавала академској заједници округа Оранге под називом „Мир у свету је свачији посао“; и 20. септембра одржала је предавање за 2.232 представника шире јавности, укључујући 1.100 средњошколаца, на америчком универзитету Сока .  2010. године одржала је предавање на WE Day Торонто, добротворном догађају који омогућава студентима да буду активни у својим заједницама и широм света. 
Говорећи на Универзитету у Брадфорду пред 200 чланова публике у марту 2011. године, Бети Вилијамс је упозорила да су младе муслиманске жене у кампусу рањиве на нападе бесних чланова породице, док универзитет мало помаже да их заштити. Да имате некога у овом кампусу, ове младе жене би могле да кажу: „Бојим се“ – ако то не радите овде, дехуманизујете их не помажући тим младим женама, зар не? 

## Лични живот
У време када је добила Нобелову награду, Вилијамс је радила као рецепционар и одгајала је двоје деце са првим супругом Ралфом Вилијамсом. Након што су се развели, удала се за Џемса Перкинса у децембру 1982. године, након што га је упознала у Дизниленду на одмору са једном од својих ћерки, и боравила на Флориди у Сједињеним Државама. 
2004. године вратила се да живи у Северну Ирску. Бети Вилијамс је умрла 17. марта 2020, у 76. години у Белфасту. 